# Achim Walcher
Achim Walcher (* 1. Dezember 1967 in Schladming) ist ein ehemaliger österreichischer Skilangläufer.

## Leben
Walcher nahm 1998 an den Olympischen Winterspielen in Nagano teil, bei denen er Elfter im 15-km-Verfolgungsrennen und Neunter mit der österreichischen Staffel wurde. Bei den Weltmeisterschaften 1999 belegte er den 10. Platz über 50 km klassisch. In der Weltcupsaison 99/00 wurden die Österreicher in Santa Caterina Zweite im 4 × 10-km-Staffelwettbewerb und im Einzel belegte er mit dem 4. Platz sein bestes Weltcupergebnis.
In Lahti bei der Weltmeisterschaftsgeneralprobe für 2001 siegte die österreichische Staffel über 4 × 10 km.
Bei den Olympischen Winterspielen in Salt Lake City trat er im 50-km-Lauf und der 10-km-Verfolgung an. Wegen seines Dopingvergehens in der Blutbeutel-Affäre um den Trainer Walter Mayer wurden seine Ergebnisse von IOC nachträglich gestrichen.
Seit 2002 ist Walcher an der Skiakademie Schladming als ÖSV-Stützpunkttrainer tätig. 2016 wurde er Spartenleiter für Langlauf.
Er ist mit der ehemaligen Langläuferin Maria Theurl-Walcher verheiratet. Seine Tochter Witta-Luisa war als Langläuferin aktiv, sein Sohn Paul ist Nordischer Kombinierer.